# Ficció legal
Una ficció legal o ficció jurídica és una tècnica jurídica consistent a atribuir legalment a determinades persones o coses una qualitat o una condició que no tenen per tal de poder atorgar-los per raons d'equitat uns efectes determinats. Així, per exemple, una persona jurídica no és realment una persona, però davant la llei, és tractada «com si fos una». El concepte fictio legis eix del dret romà.
Unes ficcions legals comunes són, entre d'altres:
La filiació
El dret civil estableix la ficció de considerar nat el fill concebut a tots els efectes que li siguin favorables, per exemple un heretatge. L'estatut dels fills adoptius, tractat «com si fossin» fills biològics.
L'extraterriorialitat
Pel concepte d'extraterritorialitat es consideren certs llocs dins d'un estat estranger, com si fossin sotmesos a les lleis d'un altre estat, per exemple les ambaixades.
A ningú no li és lícit ignorar la llei
Tot i que tothom sap que el ciutadà mitjà, ni tampoc un advocat expert no pot conèixer tots els milers de pàgines dels corpus de les lleis, el principi implica que el desconeixement de la llei, no eximeix del seu compliment. En dret romà es deia«Nemini licet ignorare ius» (a ningú no li és lícit ignorar la llei). Cada ciutadà té la responsabilitat d'informar-se sobre la legalitat de les seves activitats. El corol·lari d'aquest principi és que una llei només pot vigir si és pública, per exemple per un diari oficial accessible a tots, o antany, per afixació pública, i en una llengua comprensible. Ja el 1916, Antoni Maria Alcover i Sureda reprotxava a l'estat espanyol d'incomplir aquest principi en no publicar per tot arreu les lleis en la llengua nativa dels ciutadans. Una altra conseqüència és que ningú pot ser inculpat amb efecte retroactiu d'un acte que encara no era delictiu segons les lleis vigents al moment del cometre.
Persona jurídica
La persona jurídica d'entitats (amb ànim de lucre o sense), que el dret tracta «com si fossin una persona». A l'estat espanyol, fins al 2010, això només s'aplicava al dret civil. Uns escàndols de catàstrofes de medi ambient, de manca de respecte de la protecció dels treballadors o de la venda deliberada de productes avariats, van pujar el legislador a canviar l'antic principi societas delinquere non potest (una societat no pot cometre un delicte). Per a contenir aquests actes o prevaricacions danyosos intuïts com criminals, comesos per societats, se li va atribuir personalitat jurídica penal, per tal d'evitar que l'entitat en sortís impune quan no és possible identificar indivudualment les persones físiques dins de l'entitat, responsables del dany. A més de la reparació civil, poden ser sotmeses a sancions penals com multes, confiscacions o en casos extrems la liquidació.
La mort
Tot i la mort pot ésser una ficció jurídica al cas de persones desaparegudes, que després d'un cert lapse de temps poden ser considerades com jurídicament mortes. Quan reapareixen, necessiten una «resurrecció jurídica».